# Herona pahala
Herona pahala är en fjärilsart som beskrevs av Corbet 1942. Herona pahala ingår i släktet Herona och familjen praktfjärilar. Inga underarter finns listade i Catalogue of Life.